# Історія Удмуртії

## Рання історія
Основною проблемою дослідження ранньої історії Удмуртії є майже відсутність письмових джерел. В тих, що були вивчені, удмурти зустрічаються епізодично, окрім того додаткову важкість додає термінологія. Так, під арянами (або арськими людьми) окрім удмуртів розуміли і інші народи, які населяли Арську дорогу. Тому важливе значення в дослідженні історії удмуртів отримали лише порівняльні вивчення.
Удмуртська мова відноситься до пермської гілки фіно-угорських мов. Виділення її із прапермської мовної спільноти в результаті булгарського впливу пройшло в VII–XIII століттях. В дослідженні історії удмуртської мови виділяють декілька періодів: ранній праудмуртський, пізній праудмуртський та сучасний удмуртський. На початок 2 тисячоліття на території Удмуртії єдиною археологічної культури не було. На основі аналізу археологічних матеріалів виділяються декілька локальних варіантів:
- кочергинська культура — об'єднує пам'ятки басейну річки В'ятка X–XII століть. Її попередниками були худяковська та єманаєвська культури. З приходом на їхню територію росіян ця культура поступово припинила своє існування, представники частково асимілювались або мігрували на схід;
- чумойтлинська культура — об'єднує пам'ятки удмуртського Прикам'я X—XV століть. Її попередниками були мазунинська та верхньоутчанська культури;
- чепецька культура — об'єднує пам'ятки басейну середньої Чепци IX—XV століть. Її попередником була поломська культура. Найвідоміші городища — Солдирське та Дондикарське. Етнічний склад культури не вивчений, але більш всього був пермським. Пізніше в результаті змішування представників культури з удмуртами, сформувались північні удмурти.

## Середньовіччя
У 1135—1136 роках у Волзькій Булгарії, до складу якої входила і територія сучасної Удмуртії, побував арабський мандрівник Абу Хамід аль-Гарнаті, який так описав країну:
|  | …у Булгар есть области Вису и Ару, которые платят харадж… |

Першою письмовою згадкою удмуртів в російських літописах стала «Повість про країну Вятську», де Удмуртія описується так:
|  | и узревше… град чудской,… называемый Чудью Болванский городок… той град взяша воинским промыслом в лето 6689 (1181) месяца июля в 21 день… и побиша ту множество Чуди и Отяков, а ини по лесам разбегошася,… и нарекоша той град Никулицын… |

З XV століття північні удмурти увійшли в склад Московської держави, а південні — в склад Казанського ханства, де вони утворили Арську землю. В арабських джерелах IX–XII століття вона згадується як Арсанія, в російських літописах відома з 1379 року. В складі Казанського ханства Арська земля утворювала окремий податковий округ — Арську дорогу. 1552 року край був майже повністю спустошений в період розгрому Казанського ханства, а також внаслідок придушення повстань 1553—1554 та 1556 років. Населення, що вціліло, перейшло в основному на північ та в Башкирію.

## Удмуртія в складі Росії
В 1552 році, після завоювання Москвою Казанського ханства, обидві групи удмуртів опинились в межах однієї держави. В XVII—XVIII століттях було почате засвоєння території росіянами, були збудовані перші підприємства, найбільшого розвитку досягли металургія та виробництво зброї. В кінці 1750-их років та на початку 1760-их були збудовані найбільші промислові підприємства — Іжевський та Воткінський заводи, біля яких виросли робітничі селища, що пізніше перетворились на великі міста. В кінці XIX століття на півдні Удмуртії були прокладені перші залізниці.

### Ярмарки Удмуртії
В XVIII столітті ярмарки на території Удмуртії проходили в 4 містах — Сарапулі, Глазові, Малмижі та Єлабузі, а також в заводських селищах та селах, які розташовані уздовж зручних транспортних шляхів — Бемиж, Балезино, Юськи, Святогорське, Уні, Ухтим, Зура, Ігра, Куліга, Омутнинський завод, Залазнинський завод (Глазовський повіт), Велика Пурга, Каракуліно, Данилово, Кігбаєво, Петропавловське, Агриз (Сарапульський повіт), Камаєво, Можга, Олександровське (Єлабузький повіт), Воліпельга, Старі Зятці, Мултан, Кільмезь, Сюмсі, Вавож, Коньки, Христовоздвиженське, Селти (Малмизький повіт). Найактивнішими були Сарапульська та Спаська ярмарки.
Всього на території Удмуртії в 1860-ті роки функціонувало 40 ярмарок в 34 населених пунктах. В результаті підвищення товарності селянських господарств, збільшення споживання в еквівалентному обміні число ярмарок зростало. В 1883 році діяло 108 ярмарків в 63 населених пунктах, в 1900 — 161 ярмарок. Найбільше ярмарків проходило в 1889 році в Глазовському повіті — 53, Малмизькому — 41, Сарапульському — 9 та Єлабузькому — 5. Ярмарки мали середні розміри, локальний характер, універсальні види товарів, за винятком кінських ярмарків у селах Балезино, Куліга, Бєльсько-Троїцьке Глазовського повіту. Комерційний оборот був невеликим. Товар завозився з Москви, Казанської, Пермської, Уфимської, Оренбурзької та Нижньогородської губерній.

### Радянська Удмуртія
Як державне утворення Удмуртія виникла одразу після Жовтневої революції, коли 4 листопада 1920 року Ленін підписав постанову ВЦВК і РНК РРФСР про створення ряду нових автономних областей, в якому, зокрема, говорилося:
|  | «утворити… автономні області трудових народів — калмицького, марійського і вотяцького» |

1 січня 1932 року постановою ВЦВК СРСР назву області було змінено:
«Через те, що корінне населення Вотської автономної області… є удмуртським народом, …перейменувати Вотську автономну область в Удмуртську автономну область».
28 грудня 1934 року ВЦВК СРСР приймає постанову «Про перетворення Удмуртської автономної області в Удмуртську Автономну Радянську Соціалістичну Республіку».

### Сучасність
У 1990 році Верховна Рада Удмуртської АРСР затвердила нову назву — Удмуртська Республіка.